# Celine (mærke)
 For alternative betydninger, se Celine. (Se også artikler, som begynder med Celine)
Celine er et fransk modehus, der blev grundlagt i 1945 i Paris af Céline Vipiana. Firmaet producerer luksus ready-to-wear og lædervarer, og har siden 1996 været ejet af LVMH. Hovedkvarteret har ligget på 16 rue Vivienne i 2. arrondissement i Paris ved Hôtel Colbert de Torcy. Séverine Merle har været CEO siden april 2017.
Den 21. januar 2018 annoncerede LVMH at Hedi Slimane ville overtage Celine som kreativ direktør.
Mærket har næstne 150 butikker fordelt i hele verden, og det bliver distribueret via et netværk af eksklusive stormagasiner som Barneys New York (New York), Bergdorf Goodman (New York), Harrods (London) og Galeries Lafayette (Paris).